# محو ازدواجية التوجه الجنسي

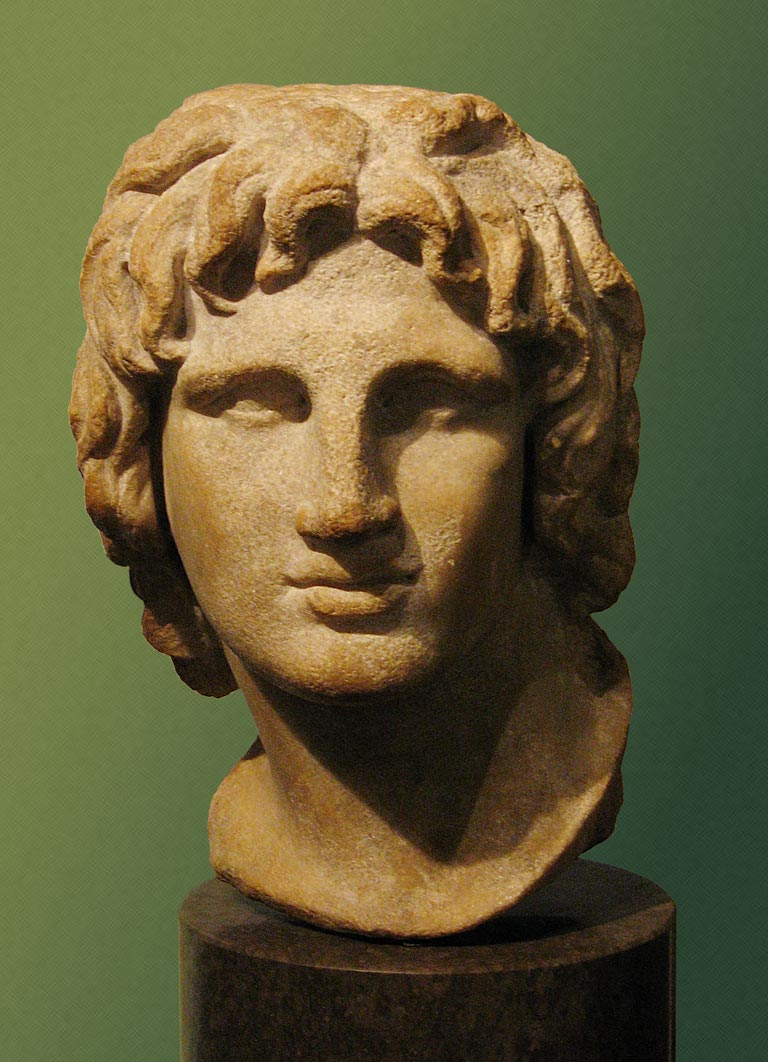

يمثل طمس ازدواجية التوجه الجنسي أو محو ازدواجية التوجه الجنسي (بالإنجليزية: Bisexual erasure)‏ الميل لتجاهل أدلة وجود ازدواجية التوجه الجنسي في التاريخ والأوساط الأكاديمية ووسائل الإعلام وغيرها من المصادر الأولية، أو إزالتها، أو تزويرها، أو إعادة تفسيرها بشكل مستحدث. يمكن أن يشمل محو ازدواجية التوجه الجنسي -في شكله الأكثر تطرفًا- الاعتقاد بعدم وجود ازدواجية في التوجه الجنسي أساسًا.
قد يتضمن محو مزدوجي التوجه الجنسي الإصرار على أن جميع الأشخاص مزدوجي التوجه الجنسي يمرون بمرحلة عابرة وسيختارون بعدها إما المغايرة الجنسية أو المثلية الجنسية. أحد أسباب ذلك هو الاعتقاد بأن الأفراد مزدوجي التوجه الجنسي غير حاسمين في قراراتهم بشكل جيد. والواقع أن الصور المشوهة المتطرفة التي تصور الأشخاص مزدوجي التوجه الجنسي على أنهم مفرطي النشاط الجنسي تمحو وكالتهم الجنسية، وتمحو فعليًا هوياتهم الحقيقية كذلك. غالبًا ما يكون محو ازدواجية التوجه الجنسي مظهرًا من مظاهر رهاب ازدواجية الميل الجنسي، على الرغم من أنه لا ينطوي بالضرورة على عداء مباشر. غالبًا ما يؤدي محو ازدواجية التوجه الجنسي إلى معاناة الأشخاص الذين يعرفون أنفسهم بأنهم مزدوجي التوجه الجنسي من مجموعة متنوعة من الصدامات الاجتماعية السلبية، إذ لا يتعين عليهم فقط الكفاح من أجل العثور على القبول داخل المجتمع، ولكن داخل مجتمع الميم هو الآخر.
ثمة شكل آخر من أشكال محو ازدواجية التوجه الجنسي ينطوي على قبول ازدواجية التوجه الجنسي في النساء، في حين تُقلل أو تُرفض صحة هوية ازدواجية التوجه الجنسي لدى الرجال.
يزداد بروز وظهور ازدواجية التوجه الجنسي، خاصةً في مجتمع الميم.

## الدوافع

### عامةً
بحسب الباحث كينغي يوشينو، هناك ثلاثة استثمارات رئيسية تحفز من يعتبرون أنفسهم مثليين الجنس ومغايري الجنس لمحو ازدواجية التوجه الجنسي من ثقافة مجتمع الميم. أول هذه الدوافع هو تأكيد التوجه الجنسي، وهو ما يُقال إنه يخفف من قلق الناس من التشكيك في توجهاتهم الجنسية. يعزز هذا الدافع الاعتقاد بأن مزدوجي التوجه الجنسي ببساطة لم يحسموا أمرهم عن ازدواجية التوجه الجنسي وأنهم إما مثليون أو مغايرون بالأساس؛ يؤدي ذلك لعزلهم وتهميشهم وجعلهم غير مرئيين داخل مجتمع الميم. الدافع الثاني هو الحفاظ على أهمية الجندر، الذي يُعتبر ضرورة جنسية للمثليين والمغايرين، في حين يبدو أن مزدوجي التوجه الجنسي يشكلون تحديًا لهذه الفكرة. الدافع الثالث هو الحفاظ على الزواج الأحادي، إذ أن الثقافة الأمريكية السائدة تفضل العلاقة أو الارتباط. ومع ذلك، عادةً ما يفترض المثليين جنسيًا ومغايري الجنس أن زواج مزدوجي التوجه الجنسي لا يعتبر «في جوهره» زواجًا أحاديًا. تضيف خوانا ماريا رودريغيز إلى حجة يوشينو وتفترض أن ازدواجية التوجه الجنسي تهدم المفاهيم التقليدية للجنس والثنائية الجندرية. وهكذا، تُقاوم ازدواجية التوجه الجنسي من قِبل الأفراد سواء في الثقافة السائدة أو في مجتمع الأحرار جنسيًا.
في مقال كتبته هيرون غرينسميث بمناسبة الذكرى العاشرة لمقال يوشينو، تقول أنه في واقع الأمر، ازدواجية التوجه الجنسي مُدرجة في القانون، بل أبعد من أن يطالها المحو المتعمد. توضح الأسباب في ذلك قائلةً: أولًا، أن العلاقات بين مزدوجي التوجه الجنسي لا تحتك بقريب أو من بعيد -قانونيًا- بالمدعين، الذين يُفترض أن يكونوا من مغايري الجنس أو المثليين جنسيًا، ما لم يُستبعدوا، ثانيًا، وإذا حدث وكانت مثل هذه العلاقات ذات صلة من الناحية القانونية بالمدعين، فإنها تُمحى ضمن الثقافة القانونية، لأنها تعقد الحجج القانونية التي تعتمد على الثنائية الجندرية للحياة الجنسية.
تكتب عالمة النفس الأمريكية بيث فايرستون أنه منذ أن ألفت كتابها الأول عن ازدواجية التوجه الجنسي في عام 1996 «انتشر امتداد ازدواجية التوجه الجنسي، حتى وإن كان التقدم متفاوتًا والوعي بازدواجية التوجه الجنسي لا يزال ضئيلًا أو غائبًا في العديد من المناطق النائية في بلادنا وعلى الصعيد الدولي».

### دوافع الذكور
ريتشارد سي فريدمان، وهو طبيب نفسي أكاديمي متخصص في الديناميكية النفسية للمثلية الجنسية، يكتب في مقاله «إنكار تطور الرجال المثليين» أن العديد من الرجال المثليين اختبروا خيالات الجنسية بشأن النساء أو مارسوا الجنس مع النساء، وأن العديد من الرجال مغايري الجنس اختبروا خيالات جنسية عن الرجال أو انخرطوا في ممارسات جنسية مثلية. على الرغم من كونهم مزدوجي التوجه الجنسي في الخيال والممارسة، يعتبر هؤلاء الرجال أنفسهم «مثليين» أو «مغايرين» لا مزدوجي التوجه. في بعض الأحيان، يكون سبب طمس ازدواجية التوجه الجنسي هو إنكار أهمية اللقاء الجنسي في الحفاظ على الهوية الجنسية للشخص وشعوره بالانتماء إليه، قد يقلل الرجل من شأن تخيلاته أو لقاءاته الجنسية مع امرأة من أجل الحفاظ على هويته «كرجل مثلي الجنس» وانتسابه لمجتمع المثليين، أو قد يقلل الرجل من شأن تخيلاته أو لقاءاته الجنسية بالرجال من أجل الحفاظ على مكانته كرجل مغاير جنسيًا في مجتمع يعتبر المغايرة هي المعيار.
يستشهد المؤلف وكاتب المقالات زخاري زين في إحدى مقالاته على موقع Bisexual.org بدراسة تظهر أن 20.7% من الرجال الذين يعتبرون أنفسهم مغايري الجنس شاهدوا مواد إباحية مثلية و7.5% ذكروا أنهم مارسوا الجنس مع رجال في الأشهر الستة الماضية، بينما 55% من الرجال الذين عرفوا أنفسهم على أنهم مثليي الجنس شاهدوا مواد جنسية مغايرة و0.7% أفادوا بممارسة الجنس مع امرأة في الأشهر الستة الماضية. يجادل زين بأن بعض الرجال المغايرين هم في الواقع مثليين أو مزدوجي التوجه الجنسي، لكنهم يمحون ميولهم الجنسية المزدوجة بسبب ما بداخلهم من رهاب ازدواجية الميل الجنسي وينكرون تلك الميول من أجل المطالبة ببطاقة ذات هوية جنسية مغايرة. مشيرًا إلى أن غالبية الرجال مثليي الجنس شاهدوا مواد إباحية لمزدوجي التوجه الجنسي ولكن قلة منهم مارسوا الجنس المغاير مؤخرًا، ويقترح أن العديد من الذين عرفوا أنفسهم بأنفسهم أنهم رجال مثليين، لديهم تخيلات جنسية عن النساء وأن هؤلاء سيكونوا مزدوجي التوجه الجنسي علانيةً إن كانوا في محيط مناسب أكثر، وسيختبرون الجنس مع النساء بحرية، لكن ضغط المجتمع على الرجال المثليين من أجل «اختيار توجه من اثنين» جعل هؤلاء الرجال «اختاروا فيما بعد أن يكونوا مثليين».
تجادل المؤلفة والناشطة مزدوجة التوجه الجنسي روبن أوكس بأن الرجال المثليين أقل غيرةً على «مثليتهم الجنسية» من مثليات الجنس. وتقول أن العداء تجاه الرجال مزدوجي التوجه الجنسي الذين يعتبرون أنفسهم مثليين أقل من النساء مزدوجات التوجه الجنسي الذين يعتبرون أنفسهن مثليات، وأن هناك قدرا كبيرًا من السيولة الجنسية المتبادلة بين الرجال مثلي الجنس والرجال مزدوجي التوجه الجنسي، وبالتالي فإن المزيد من الرجال الذين عرفوا أنفسهم على أنهم مثليين يعترفون صراحةً بانجذابهم للنساء وممارستهم للجنس معهن. ومع ذلك، تجادل أوكس أيضًا أن العديد من الرجال مزدوجي التوجه الجنسي يعرّفون أنفسهم بأنهم مثليون كنوع من أنواع التحالف السياسي مع مجتمع المثليين. وتقول إنه بما أن الظهور كمثلي الجنس أمر شاق للعديد من الرجال، فإن الكثير منهم لا يرغبون في أن يظهروا ثانيةً كمزدوجي التوجه الجنسي، من الممكن أن يشكل وجود الذكور مزدوجي التوجه الجنسي تهديدًا لبعض الرجال المثليين لأنه يثير احتمال أن يكونوا هم أنفسهم من مزدوجي التوجه الجنسي.